# Джушак
Джушак (перс. جوشق) — село в Ірані, у дегестані Джушак, у Центральному бахші, шахрестані Деліджан остану Марказі. За даними перепису 2006 року, його населення становило 167 осіб, що проживали у складі 51 сім'ї.

## Клімат
Середня річна температура становить 11,85 °C, середня максимальна – 29,68 °C, а середня мінімальна – -7,91 °C. Середня річна кількість опадів – 163 мм.
| Клімат поселення                              | Клімат поселення | Клімат поселення | Клімат поселення | Клімат поселення | Клімат поселення | Клімат поселення | Клімат поселення | Клімат поселення | Клімат поселення | Клімат поселення | Клімат поселення | Клімат поселення | Клімат поселення |
| Показник                                      | Січ.             | Лют.             | Бер.             | Квіт.            | Трав.            | Черв.            | Лип.             | Серп.            | Вер.             | Жовт.            | Лист.            | Груд.            |                  |
| Середній максимум, °C                         | 6,92             | 8,17             | 12,08            | 17,76            | 22,26            | 28,35            | 29,68            | 28,94            | 25,04            | 18,87            | 12,73            | 7,35             |                  |
| Середня температура, °C                       | −0,5             | 0,76             | 4,69             | 10,35            | 14,87            | 20,95            | 24,43            | 23,68            | 19,80            | 13,62            | 7,50             | 2,10             |                  |
| Середній мінімум, °C                          | −7,91            | −6,65            | −2,71            | 2,93             | 7,45             | 13,56            | 19,18            | 18,44            | 14,55            | 8,36             | 2,23             | −3,16            |                  |
| Норма опадів, мм                              | 26               | 25               | 32               | 23               | 16               | 2                | 2                | 1                | 0                | 6                | 12               | 18               |                  |
| Середньомісячна швидкість вітру, м/с          | 1.18             | 1.80             | 2.34             | 2.68             | 2.46             | 2.32             | 2.21             | 2.05             | 1.93             | 1.80             | 1.38             | 1.31             |                  |
| Середньомісячна сонячна радіація, кДж/м²·день | 10074            | 13160            | 15775            | 18959            | 22761            | 26619            | 25983            | 24538            | 21472            | 16199            | 11794            | 9688             |                  |
| --------------------------------------------- | ---------------- | ---------------- | ---------------- | ---------------- | ---------------- | ---------------- | ---------------- | ---------------- | ---------------- | ---------------- | ---------------- | ---------------- | ---------------- |
| Джерело:                                      |                  |                  |                  |                  |                  |                  |                  |                  |                  |                  |                  |                  |                  |